# Hans Schilter
Hans Schilter (* 19. Dezember 1918 in Goldau; † 28. Januar 1988 ebenda) war ein Schweizer Maler, Werbegrafiker, Glasmaler und Restaurator.

## Leben und Werk
Hans Schilter absolvierte von 1935 bis 1938 eine Ausbildung zum Dekorationsmaler an der Kunstgewerbeschule Zürich. Anschliessend arbeitete er bis 1942 als Restaurator und Vergolder im Wallis. Während des Zweiten Weltkriegs leistete er vor allem im Tessin Aktivdienst und arbeitete, soweit es die Zeit zuliess, bis 1946 als Werbegrafiker in Zürich.
Ab 1946 hielt er sich oft im Ausland auf und entschloss sich für eine Malerlaufbahn. In der Folge studierte er 1946/1947 an der Accademia delle Belle Arti in Rom und arbeitete parallel im Bildhauer-Atelier von Amerigo Tot. In dieser Zeit besuchte Schilter das erste Mal Venedig. 1948/1949 bereiste er für mehrere Monate den Norden Europas, was sein späteres Schaffen nachhaltig beeinflusste. Anschliessend hielt er sich in Paris auf. Wieder in Goldau war er als freischaffender Künstler tätig. 1953 und 1954 folgten Studienreisen nach Spanien und Marokko.
Hans Schilter setzte sich ab 1953 mit der Keimschen Mineralfarben-, Fresko-, Sgraffito- und der Glasmalereitechnik auseinander. Zudem schuf er teilweise grossformatige Werke für den öffentlichen Raum. Parallel und in den Zeiten zwischen den Auftragsarbeiten schuf er eine grosse Zahl figürlicher Szenen und Landschaften. Ab 1953 unternahm Schilter während der Herbstzeit Studienreisen in den Mittelmeerraum, bevorzugt nach Italien und Griechenland.
Seine Werke stellte er in zahlreichen Einzel- und Gruppenausstellungen aus. 1956/1957 baute Schilter sein Wohn- und Atelierhaus auf der Bernerhöhe bei Goldau. 1960 heiratete er Frederike, geborene Märzendorfer. Hans Schilter gehörte keiner Künstlervereinigung an. Jedoch engagierte er sich stark als Mitorganisator für die Urschweizer Kunstausstellungen 1950, 1953, 1956 und 1959.
Mit seinem reichen Schaffen für öffentliche Bauten und dem grossen Werk an Tafelbildern, Aquarellen und grafischen Arbeiten gehört Schilter zu den wichtigsten Vertretern der Innerschweizer Kunst des 20. Jahrhunderts. Als Erneuerer der Glasmalerei erhielt er 1979 den Innerschweizer Kulturpreis.
Schilter war insbesondere mit Werner J. Müller und mit Franz Fassbind befreundet. 1998 errichtete Frederike Schilter-Märzendorfer zusammen mit den zwei Töchtern die «Stiftung Maler Hans Schilter». Im Jahr 2007 gab die Stiftung die Monographie Der Maler Hans Schilter heraus. 2008 folgte eine umfassende Retrospektive im Seedamm Kulturzentrum in Pfäffikon.